# ホンダ・R型エンジン
ホンダ・R型エンジン（ホンダ・Rがたエンジン）は、本田技研工業で製造されていた中型車種用の直列4気筒ガソリンエンジンである。

## 機構
D17A及びB20Bの後継として開発された機種であり、それぞれ2個ずつの吸・排気バルブを有する。バルブはタイミングチェーン駆動のカムシャフトによってロッカーアームを介し開閉される。吸気側にはi-VTECによる「可変吸気量制御」が採用されており、ミラーサイクルとオットーサイクルの切り替えで高出力と低燃費の両立を実現している。ミラーサイクルは低負荷走行時に吸気バルブの片側を遅閉じで行い、一度吸気した混合気をピストンの上昇行程で押し戻している。吸気バルブの遅閉じは通常より作用角の広いカムに切り替える事で実現している。また、ドライブバイワイヤの採用でスロットルの絞りを減らしポンピングロスを低減した。
シリンダーブロックのボアピッチはD型の84mmから88mmへと拡大されているが、細幅カムチェーンやオイルポンプ内蔵のチェーンケースなどにより、コンパクト化と軽量化に成功している。ピストンはオイルジェットで冷却され圧縮比が高められている。エキゾーストマニホールドが無く、エンジンと三元触媒との間隔を近づけ、冷間時でも早期から排気ガスの浄化を可能にし、軽量やコンパクト化にも貢献している。

## 歴史
- 2005年9月28日に発表された8代目シビックに、1,800ccのR18Aが初めて採用された。
- 2006年7月13日に発表された2代目ストリームに、R18Aに対し96.9mmまで超ロングストローク化、3ステージ可変管長インテークマニホールドとバランサーを採用した2,000ccのR20Aが採用された。

## バリエーション

### R16A
- 弁機構：SOHC i-VTEC チェーン駆動 吸気2 排気2
- 排気量：1,595cc
- 内径×行程：81.0mm×77.4mm
- 圧縮比：10.5
- 燃料供給装置形式：電子制御燃料噴射式（PGM-FI）
- 参考スペック（FD4 シビック）
  - 最高出力：91kW(125PS)/6,300rpm
  - 最大トルク：151Nm(15.6kgm)/4,300rpm

### R18A
- 弁機構：SOHC i-VTEC チェーン駆動 吸気2 排気2
- 排気量：1,799cc
- 内径×行程：81.0mm×87.3mm
- 圧縮比：10.5
- 燃料供給装置形式：電子制御燃料噴射式（PGM-FI）
- 参考スペック（RN6 ストリーム）
  - 最高出力：103kW(140PS)/6,300rpm
  - 最大トルク：174Nm(17.7kgm)/4,300rpm

### R20A
- 弁機構：SOHC i-VTEC チェーン駆動 吸気2 排気2
- 排気量：1,997cc
- 内径×行程：81.0mm×96.9mm
- 圧縮比：10.6
- 燃料供給装置形式：電子制御燃料噴射式（PGM-FI）
- 参考スペック（CU1 アコード）
  - 最高出力：115kW(156PS)/6,300rpm
  - 最大トルク：189Nm(19.3kgm)/4,300rpm

## 搭載車種
R16A
- シビック（シンガポール向けFD4）

R18A
- ストリーム（RN6/7）
- シビック（FD1）
- クロスロード（RT1/2）
- FR-V（欧州向けエディックス）

R20A
- クロスロード（RT3/4）
- CR-V（RM1、EU向けRE2/5）
- ストリーム（RN8/9）
- アコード（アジア向けCP1）
- アコード（CU1）
- アコードツアラー（CW1）
- ステップワゴン（RK1/2/5/6）
- アキュラ・ILX（DE1）